# Добруш (Гомельский район)
Добруш (бел. До́бруш) — посёлок в Руднемаримоновском сельсовете Гомельского района Гомельской области Республики Беларусь.
На юге и востоке граничит с лесом.

## География

### Расположение
В 34 км на юго-запад от Гомеля.

### Гидрография
Через посёлок проходит мелиоративный канал.

## Транспортная сеть
Транспортные связи по просёлочной, затем автомобильной дороге Калинковичи — Гомель. Деревянные крестьянские усадьбы построены около канала.

## История
Основан в начале 1920-х годов переселенцами из соседних деревень на бывших помещичьих землях. В 1931 году жители вступили в колхоз. В 1959 году в составе совхоза имени В.А. Некрасова (центр — деревня Рудня-Маримонова).

## Население

### Численность
- 2004 год — 9 хозяйств, 12 жителей.

### Динамика
- 1959 год — 119 жителей (согласно переписи).
- 2004 год — 9 хозяйств, 12 жителей.